# عمر أندريس نارفايس
عمر أندريس نارفايس (بالإسبانية: Omar Narváez) مواليد 10 يوليو 1975 في تريليو، تشوبوت، الأرجنتين، هو ملاكم أرجنتيني يصنف ضمن فئة وزن الذبابة بدأ مسيرته الاحترافية سنة 2000 حيث انتصر في نزاله الأول. حقق بطولة منظمة الملاكمة العالمية. شارك في دورة الألعاب الأولمبية الصيفية سنة 1996. حقق الميدالية الذهبية في دورة الألعاب الأمريكية 1999.

## المسيرة الاحترافية
من نزالاته:
- خسر أمام نونيتو دونيري (22-10-2011).
- انتصر على إبراهيم اسلوم (10-03-2007).

## إحصائيات
خاض خلال مسيرته 49 نزالا، فاز في 45 وتعادل في 2 وخسر في 2. فاز بالضربة القاضية في 24 نزالا.

## الميداليات
| الميدالية | المسابقة                    |
| --------- | --------------------------- |
| ذهبية     | دورة الألعاب الأمريكية 1999 |

## روابط خارجية
- عمر أندريس نارفايس على موقع بوكس ريك (الإنجليزية) (registration required)
- عمر أندريس نارفايس على موقع أوليمبيديا (الإنجليزية)